# Ratpenat frugívor de Zenker
El ratpenat frugívor de Zenker (Scotonycteris zenkeri) és una espècie de ratpenat de la família dels pteropòdids. Viu al Camerun, la República Centreafricana, la República del Congo, la República Democràtica del Congo, Costa d'Ivori, Guinea Equatorial, el Gabon, Ghana, Guinea, Libèria i Nigèria. El seu hàbitat són els boscos de plana i de l'estatge montà. Està amenaçat per la desforestació.